# Тионеста (Пенсилванија)
Тионеста (енгл. Tionesta) град је у америчкој савезној држави Пенсилванија.

## Демографија
По попису из 2010. године број становника је 483, што је 132 (-21,5%) становника мање него 2000. године.
| Група             | 2000.       | 2010.       |
| Белци             | 610 (99,2%) | 473 (97,9%) |
| Афроамериканци    | 0 (0,0%)    | 1 (0,2%)    |
| Азијати           | 1 (0,2%)    | 0 (0,0%)    |
| Хиспаноамериканци | 3 (0,5%)    | 4 (0,8%)    |
| Укупно            | 615         | 483         |